# Jazz iraniano
Con Jazz iraniano ci si riferisce alla musica jazz prodotta in Iran e/o composta da musicisti iraniani. Il Jazz iraniano può combinare la musica jazz con elementi della musica tradizionale persiana.

## Storia

### Le origini

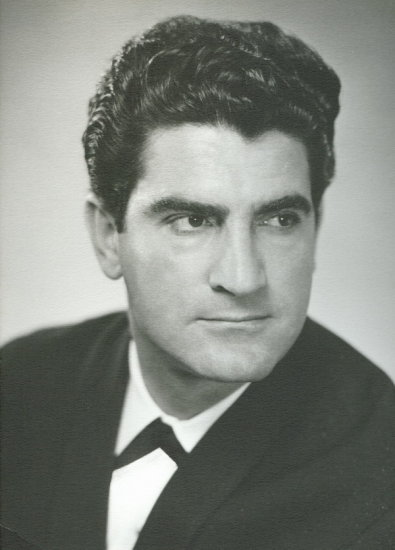
Viguen, Iran's "Sultan" of pop and jazz music.

La musica jazz sorse in Iran nel secondo dopoguerra con lo sviluppo delle influenze occidentali nella musica pop. Uno dei pionieri della musica jazz in Iran fu Alfred Lazaryan, un cantante e ballerino poco conosciuto la cui prima canzone registrata divenne un successo radiofonico nazionale. Tuttavia, la carriera di Lazaryan fu molto breve. Viguen Derderian, un celebre artista pop e jazz conosciuto semplicemente come "Viguen", ha iniziato la sua carriera nei primi anni '50. La prima canzone di Viguen, Moonlight, pubblicata nel 1954, fu un altro  successo radiofonico immediato, e si ritiene che abbia segnato un punto di svolta nella musica iraniana con influenze occidentali. Viguen ha creato alcune delle canzoni più memorabili dell'Iran, a volte in collaborazione con Delkash,. Il successo nazionale gli valse il soprannome di "Sultan of Jazz" iraniano.

### Dopo la rivoluzione del 1979
Dopo la rivoluzione islamica vennero imposte forti restrizioni in campo musicale, specie per quelle forme più contaminate dalla musica occidentale. Il Ministero della cultura e dell'orientamento islamico, istituito nel 1984, è diventato l'organo responsabile del monitoraggio e dell'approvazione della musica e di altri tipi di industrie culturali all'interno dell'Iran post-rivoluzionario.
Un gruppo musicale chiamato Ejazz ha eseguito il primo concerto di musica jazz ufficialmente autorizzato nell'Iran post-rivoluzionario.[6] Hanno prodotto jazz fusion, incorporando elementi della musica classica indigena.
Il primo concerto di musica jazz ufficialmente autorizzato nell'Iran post-rivoluzionario fu quello degli Ejazz, una band jazz fusion che incorporava elementi della musica classica persiana nei propri brani.
Rana Farhan, una cantante jazz e blues iraniana che vive a New York, combina la poesia persiana classica con il jazz e il blues moderni. Ha stabilito un modello per il progetto jazz fusion che continua a incorporare nel suo lavoro. La sua opera più nota, Drunk with Love, è basata su una poesia del famoso poeta persiano del XIII secolo Rumi.
Bomrani, una delle prime band country blues dell'Iran post-rivoluzionario, è stata fondata nel 2008, come parte di una nuova ondata di influenze sui palcoscenici musicali di Teheran. Pallett, una band di successo simile che si è formata nel 2009, compone jazz fusion con clarinetto, violoncello e contrabbasso ottenendo un enorme seguito in Iran con esibizioni anche all'estero.